# Philip Maini
Philip Kumar Maini (Magherafelt, Condado de Derry, Irlanda do Norte, 16 de outubro de 1959) é um matemático norte-irlandês. É desde 1998 professor de biologia matemática e teórica da Universidade de Oxford, onde é diretor do Wolfson Centre for Mathematical Biology.
Maini obteve um doutorado em 1985, orientado por James D. Murray
Foi palestrante convidado do Congresso Internacional de Matemáticos em Hyderabad (2010: Modelling Aspects of Tumour Technology).

## Prêmios e honrarias
Maini foi eleito membro da Royal Society em 2015.
Recebeu o Prêmio Naylor de 2009.